# Burg Arberg
Die Burg Arberg ist eine abgegangene Turmhügelburg (Motte) unmittelbar südöstlich der Kirche in Arberg (Schlossweg 21) im Landkreis Ansbach in Bayern.

## Geschichte

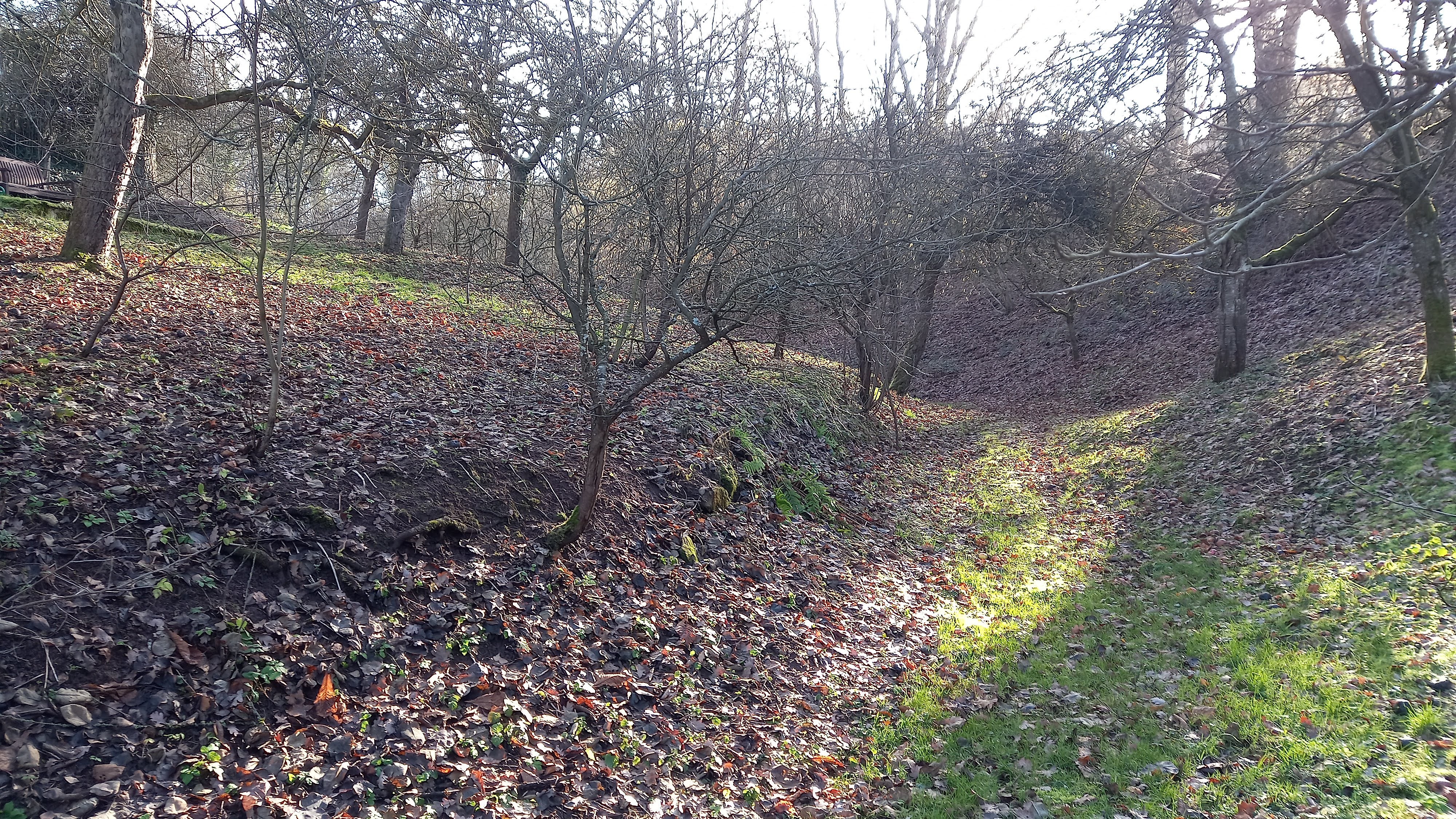
Graben der Burg

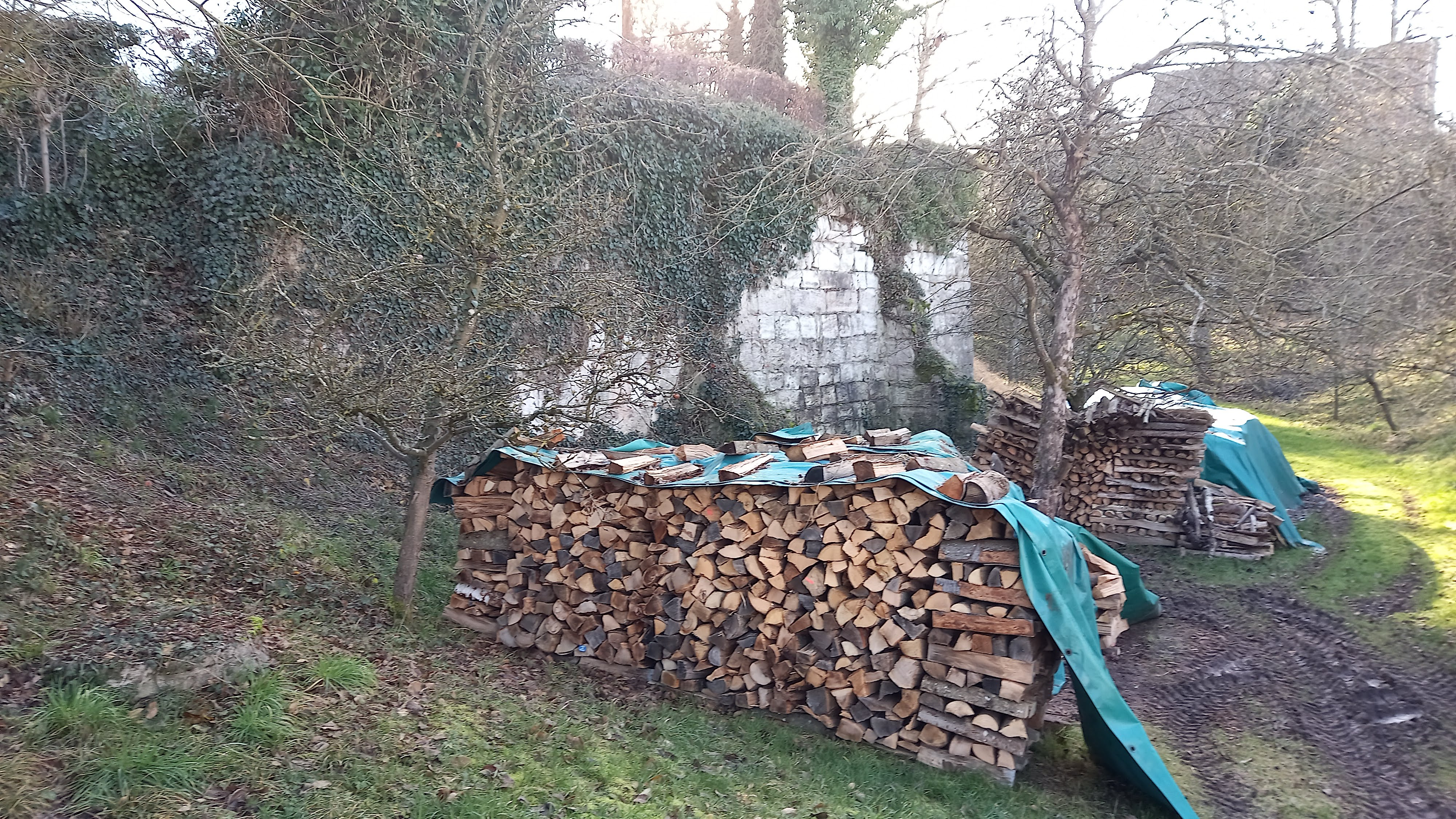
Mauerreste der Burg

Vermutlich wurde die Burg im 11. Jahrhundert vom Bistum Eichstätt zur Verwaltung Eichstättischer Besitzungen errichtet. Zu diesem Zweck schufen sie dort ein Schenkenamt mit dem im 13. Jahrhundert ihre Ministerialen, die Herren von Hofstetten, belehnt wurden. Nach Justinus Pedro Johannes Gewin war der 1229 erwähnte „H(einrich) de Arberch“ ein Sohn des Eichstätter Schenken Conrad von Hofstetten. Conrads Brüder waren der Domkanoniker Heinrich von Hofstetten, Rudiger von Erlinghofen und Ruger von Dietenhofen. Der Bruder Heinrichs I. von Arberg, Chunrat, zählte zu den Ministerialen der Grafen von Hirschberg und nannte sich von Hirschlach. Die Söhne Heinrichs I. von Arberg waren Heinrich II., Vater des Priors Chunrad von Arberg, Chunrat I. von Arberg und Ulrich von Arberg. Darüber hinaus waren die Herren von Arberg mit zahlreichen weiteren Geschlechtern Stammesverwandt, so auch mit den Herrn Tannhausen, den Eslern zu Nürnberg, den Herrn von Geyern, den Reichsküchenmeistern von Rothenburg, dem Freiburger Adelsgeschlecht Geben, den Herren Stein von Hilpoltstein und den Patriziern Gebwin in Heilbronn um nur einige zu nennen. Jung erwähnt eine Urkunde aus dem Jahr 1338 die mit „Markolf der Schenke von Arberch Ritter und Magret sin elichin wirtin und auch ich Conrad Lorer sin bruder und Sophie min elichin wirtin“ etwas über die damalige Schenkenfamilie verrät. Gewin erwähnt neben den beiden genannten Brüdern Markolf und Conrad noch einen dritten Bruder namens Heinrich. Nach dem Tod Chunrads (IV.), genannt Schenk von Arberg, ging das Schenkenamt auf Rudiger Schenk von Arberg über. Er starb 1397. Danach ging die Burghut über die Burg Arberg an Heinrich Schenk von Leutershausen, einer Nebenlinie der Arberger, über. Dieser hatte seinen Sitz jedoch nicht auf Burg Arberg, sondern auf dem nahegelegenen Lochhof, auch bekannt als Eybburg, bei Kleinlellenfeld. Wilhelm I. Schenk von Arberg nannte sich auch von Lochhof (1395–1429). Ob der Lorcher Abt Nikolaus Schenk von Arberg (1462–1477) auf der Burg lebte, ist nicht bekannt.
Im 14. und 15. Jahrhundert war die Burg Sitz der Pfleger und Kastner des Amtes Arberg bzw. des späteren Pflegamtes Arberg-Ornbau. Um 1815 wurde die Burg abgebrochen.

## Beschreibung
Die Hangburg ist aus dem unteren Ende des Abhangs einer Hochfläche unter Ausnutzung eines natürlichen Einschnitts im Osten der Burg herausgeschnitten. Der so entstandene, 7–10 m breite Graben umfasst einen z. T. von Mauern gestützten Hügel von 60–70 m Durchmesser und einer Höhe von 8–10 m. Das teilweise überbaute Plateau besitzt einen Durchmesser von 45–50 m. Im Süden wurde die Burg teils durch eine eigene Ringmauer, teils durch die um 1300 angelegte Stadtbefestigung gesichert. Die Gebäude waren vermutlich nach Art einer Randhausanlage entlang der Ringmauer angeordnet. Übriggeblieben sind in der heutigen Bebauung außer dem Graben nur Keller und ebenerdige Räume in Gebäuden im Westen und Südosten.